# Golden Beach
Golden Beach es un lujoso lugar designado por el censo ubicado en el condado de Saint Mary en el estado estadounidense de Maryland. En el Censo de 2010 tenía una población de 3.796 habitantes y una densidad poblacional de 314,92 personas por km².

## Geografía
Golden Beach se encuentra ubicado en las coordenadas 38°29′23″N 76°42′3″O / 38.48972, -76.70083. Según la Oficina del Censo de los Estados Unidos, Golden Beach tiene una superficie total de 12.05 km², de la cual 9.8 km² corresponden a tierra firme y (18.72%) 2.26 km² es agua.

## Demografía
Según el censo de 2010, había 3.796 personas residiendo en Golden Beach. La densidad de población era de 314,92 hab./km². De los 3.796 habitantes, Golden Beach estaba compuesto por el 91.46% blancos, el 3.98% eran afroamericanos, el 0.63% eran amerindios, el 0.63% eran asiáticos, el 0.18% eran isleños del Pacífico, el 0.26% eran de otras razas y el 2.85% pertenecían a dos o más razas. Del total de la población el 1.77% eran hispanos o latinos de cualquier raza.